# Lukas Rotgans
Lukas Rotgans (* November 1653 in Amsterdam; † 3. oder 4. November 1710 in Maarssen) war ein niederländischer Schriftsteller. Sein Werk wird dem französischen Klassizismus in den Niederlanden zugeordnet.

## Leben und Wirken
Rotgans stammte aus einem alten und reichen Amsterdamer Geschlecht. Er war der Sohn von Jacob Rotgans, commissaris der monstering von Holland, und von Maria Magdalena Timmerman, die auf Schloss Nijenrode in Breukelen an der Vecht wohnten. Da seine Eltern früh verstarben, wurde Rotgans von seiner Großmutter großgezogen, die in Cromwijck, ebenfalls an der Vecht, wohnte. Rotgans besuchte die Lateinschule in Utrecht. Er musste zeitlebens nie ein Amt ausüben, um seinen Lebensunterhalt zu verdienen. Seine Bücher wurden teils durch seinen Freund François Halma aus Leeuwarden herausgegeben.
Beim Ausbruch des Krieges im Rampjaar 1672 ging er in die Armee, wo er Fähnrich wurde. Diese verließ er 1674 wieder, nachdem keine Beförderung für ihn herausgesprungen war. Cromwijck, das im Krieg verwüstet wurde, ließ er wieder aufbauen, zu einem Zeitpunkt, als seine Großmutter bereits nicht mehr lebte.
Nach dem Friede von Nimwegen im Jahre 1678 reiste er nach Paris. Zurück in Cromwijck heiratete er im Jahre 1687 Anna Adriana de Salengre, die 1689 starb. Das Ehepaar bekam zwei Töchter und einen Sohn, der früh verstarb. Rotgans wohnte neben Cromwijck auch in Utrecht, wo er offiziell registriert war.
Rotgans starb an den Pocken, zu dieser Zeit auch „die Kinderkrankheit“ genannt. Er wurde in Breukelen begraben.

## Werke
- Op de vervolginge tegen de belyders van den hervormden godsdienst door Lodewijk den XIV. (1684). In diesem Buch, das als Debüt von Rotgans angesehen werden kann, behandelt Rotgans das Schicksal der französischen Hugenotten.
- Gedicht auf Goudestein an Johan Huydekoper (1690)
- Ein Epos auf Wilhelm den Dritten in acht Büchern und ca. 9000 Versen mit dem Titel Wilhem de Derde, door Gods genade, Koning van Engeland, Schotland, Vrankryk en Ierland, beschermer des geloofs, enz.enz.enz. (1698).
- Stichtse lofbazuin, geblaazen over het veroveren van Ierland, door den welgebooren heer Godard, baron van Reede (1691)
- Boerekermis (1708). Beschreibt Kirmesgänger und deren Vergnügen. Willem Kloos verweist dabei auf die Gemälde von Ostade und Jan Steen.
- Zedelessen uit de oude verdichtzelen getrokken, en in verscheide dichtmaat opgesteld (1712)
- Rotgans Poëzij, van verscheide mengelstoffen; met konstplaaten versiert (1715)
- Die Tragödien Eneas en Turnus (1705) und Scilla (1709). Beide Dramen wurden gut aufgenommen und bis zum Ende des 18. Jahrhunderts gespielt.
- de Mislukte Koningsmoordt